# Morganatikus házasság
A morganatikus házasság uralkodóházak, főnemesi családok férfi tagjainak olyan egyházilag érvényes házassága, amelynél a feleség és gyermekei nem részesülnek a férj kivételes jogaiban. A házasság mindazonáltal érvényesnek, az ebből született gyermekek törvényesnek számítottak.
Kempelen Béla különbséget tesz a mésalliance házasság (magyarul: visszás-házasság) és a morganatikus házasság között: az elsőnél az egyik fél nem bír nemesi ranggal (például egy nemes egy polgár leánnyal házasodik), a másodiknál viszont mindkét fél nemesi származású, csak az egyik magasabb rangú, mint a másik. Kempelen szerint a méssaliance házasságnál a nem nemes feleség nemesi rangra emelkedik a házasságkötés után, és a gyermekei minden jogot örökölnek. Azonban a morganatikus házasságnál, amikor egy fejedelmi rangú fél feleségül vesz egy alacsonyabb rangú nőt, a feleség nem emelkedik a férj rangjára, és a leszármazottjai nem kapják meg a jogait és kiváltságait. Például Habsburg–Lotaringiai Ernő főherceg a magyar köznemes bessenyői és velikei Skublics Laurát (1826–1865) vette el morganatikus házasságban, és ezért az uralkodó megfosztotta rokonát a főhercegi címtől és más egyéb kiváltságaitól; a király a „báró Wallburg” címet és új vezetéknevet adományozott a volt Habsburg-Lotaringiai főhercegnek. A visszás-házasságra (mésalliance) példa Deák Ferencnek, a „haza bölcsének” a nagybátyja, kehidai Deák József (1764–1831) táblabíró, főhadnagy, királyi testőr, aki az otthonában szolgáló szobalányt, István Katalint (1780–1850) vette el; közös gyermekeik és leszármazottjaik továbbra is a kehidai Deák család teljes jogú és törvényes képviselői voltak.
Kempelen azt is magyarázza, hogy méssaliance-ot akkor is követhetnek el a felek, ha mindketten a nemesi rendhez tartoznak. Például ha egy nemrég nemesített és főnemesi címmel adományozott családból származó hölgy házasságot köt egy ősrégi köznemes férfival, nem a főnemes nő követett el méssaliance-ot, hanem a férfi, mivel a nemrég főnemesi rangra emelt család nem rendelkezik az ősi próbához megkívánt számú ősökkel.

## Történelmi példák Európában

### Ausztria
- Ferdinánd király fia, Ferdinánd (1529–1595) Tirol hercege Welser Filippinát, egy gazdag regensburgi kereskedő család leányát vette feleségül.
- I. Ferenc lánya, Mária Lujza első férjének, Napóleonnak halála után Adam Neipperg gróffal, majd ennek halála után Charles-René de Bombelles gróffal lépett házasságra.
- I. Ferenc másik gyermeke, a Stájer herceg a Bad Aussee-i postamester leányát, Anna Plochlt (1804–1885) vette feleségül.
- Ernő főherceg a magyar köznemes besenyői és velikei Skublics Laurát (1826–1865)[5] vette titokban feleségül, 1858-ban.
- Habsburg–Estei Mária Leopoldina főhercegnő a bajor választófejedelemmel kötött félresikerült első házassága után Ludwig von Arco gróffal (1773–1854) lépett frigyre.
- Habsburg–Toscanai János Szalvátor főherceg a Bécsi Opera közrendű származású balett-táncosnőjét, Milli Stubelt vette feleségül.
- 1900-ban Ferenc Ferdinánd főherceg, az Osztrák–Magyar Monarchia trónörököse és Chotek Zsófia cseh grófnő között Ferenc József császár csak morganatikus házasságot engedélyezett, mivel a Chotek családot nem ismerte el a Habsburgokkal egyenrangúnak.
- 1903-ban Habsburg–Toscanai Lipót Ferdinánd Szalvátor főherceg egy bécsi prostituáltat, Wilhelmine Adamovichot vette feleségül. Ezt követően Leopold Wölfling polgári néven Svájcban és Berlinben élt.
- Habsburg–Toscanai Ferenc Szalvátor főherceg első feleségének Mária Valériának halála után Melanie von Riesenfels bárókisasszonyt (1898–1984) vette feleségül.
- Habsburg–Lotaringiai Ferdinánd Károly Lajos főherceg, a későbbi Ferdinand Burg egy polgárleányt, Berta Czubert (1879–1979) vett feleségül.
- Habsburg–Tescheni Leó Károly főherceg, polgári nevén Leo Karl Habsburg Maria-Klothilde Anna von Thuillières (1893–1978) grófnőt vette feleségül.

### Belgium
- 1909-ben II. Lipót belga király halála előtt néhány nappal feleségül vette szeretőjét, Blanche Zélia Joséphine Delacroix-t.
- 1941-ben III. Lipót belga király házasságot kötött a brit Mary Lilian Baelsszel.

### Dánia
- 1721-ben IV. Frigyes dán és norvég király második felesége Anna Sophie von Reventlow lett.
- 1850-ben VII. Frigyes dán király harmadik felesége Louise Christrine Rasmussen lett; az asszony a házasságot követően nemességet és a Danner grófnő címet kapta.

### Egyesült Királyság
- 1784-ben a későbbi IV. György brit király a kétszeres özvegy, katolikus Maria Anne Smythe férje lett. A házasságot a királyi család nem tekintette érvényesnek.
- 1937-ben VIII. Eduárd brit király az amerikai elvált asszonyt, Wallis Simpsont vette feleségül és lemondott a trónról. A pár Franciaországban élt, Windsor hercege és hercegnéje néven.

### Franciaország
- 1683-ban a megözvegyült XIV. Lajos király titokban feleségül vette régi szeretőjét, Françoise d’Aubignét, Maintenon márkinőjét.
- X. Károly francia király fiának, az 1820-ban meggyilkolt Berry hercegének megözvegyült felesége, Mária Karolina 1831. december 14-én Rómában titokban feleségül ment Ettore Carlo Lucchesi-Pallihoz (1806–1864), Grazia 8. grófjához, Campofranco hercegéhez. Miután a házasság 1832-ben kitudódott, a Bourbon-család, jelesül a trónjáról lemondott, és ekkor már külföldi száműzetésben élő X. Károly kitagadta Mária Karolinát.
- 1803-ban Bonaparte Napóleon öccse, Jérôme Bonaparte az amerikai Elizabeth Pattersont vette feleségül. Napóleon soha nem ismerte el, és utóbb, már császárként érvényteleníttette is ezt a házasságot, hogy öccse egy württembergi királyi hercegnőt vehessen el.
- Camille Paule (1867–1946) francia csendőr, a Mohéli (comorei nyelven Mwali) Királyság (Szultanátus) királynőjének (szultánájának) férje rangon alul megkötött házasság által a Comore-szigetek egyik szigetén.

### Görögország
- 1919-ben I. Sándor görög király házasságot kötött a polgári származású Aszpaszia Manosszal. Egyedüli lányuk, Alexandra utóbb Jugoszlávia királynéja lett.

### Itália
- I. Ferdinánd nápoly–szicíliai király (élt 1751-1825) felesége halála után morganatikus házasságot kötött Luisa Migliaccio Partannával, Floridia grófnőjével.

### Németország
- I. Károly Lajos pfalzi választófejedelem (1617–1680)
- 1786-ban II. Frigyes Vilmos porosz király morganatikus házasságot kötött Julie von Voß-szal, a későbbi Ingenheim grófnővel.
- 1824-ben III. Frigyes Vilmos porosz király második felesége Auguste von Harrach grófnő lett.
- Lajos Vilmos bajor herceg (1831–1920) (Erzsébet császárné és királyné, Sissy, legidősebb bátyja) egy színésznővel, Henriette Mendellel kötött rangon aluli házassága miatt lemondott elsőszülötti jogáról.
- Sándor hessen–darmstadti herceg 1851-ben elvette feleségül nővére udvarhölgyét, Julia von Hauke grófnőt, a frigy azonban morganatikusnak számított, mivel a grófnő nem királyi vérből származott. Dédunokájuk Battenbergi Viktória Eugénia spanyol királyné, akinek fiai, Alfonz és Jakab, szintén morganatikus házasságot kötöttek.

### Oroszország
- 1820-ban I. Sándor orosz cár bátyja, Konsztantyin Pavlovics nagyherceg házasságot kötött Joanna Grudzińska lengyel grófnővel, és 1822-ben önként lemondott a trónutódlásról öccse, Miklós javára.
- 1880-ban II. Sándor orosz cár Jekatyerina Mihajlovna Dolgorukova hercegnőt vette feleségül, akivel már hosszabb ideje viszonya volt, és a házasságkötés időpontja előtt négy gyermekük született.
- 1891-ben Mihail Mihajlovics Romanov orosz nagyherceg, I. Miklós unokája, Zsófia merenbergi grófnővel kötött házasságot. A házasság a cári udvar felfogása szerint törvénytelennek számított, mert nem ortodox szertartás szerint kötötték. A nagyherceget megfosztották katonai rangjától, a cári udvarban betöltött pozíciójától, nagyhercegi jövedelmeitől, és száműzték Oroszországból.

### Románia
- II. Károly király két morganatikus házasságot is kötött, Ioana Lambrino és Elena Lupescu polgári származású nőkkel.

### Svédország
- Oszkár Károly Ágost svéd királyi herceg (1859–1953)

### Szerbia
- I. Sándor szerb király (Aleksandar Obrenović), anyja akarata ellenére, 1900-ban annak egyik udvarhölgyét, Draga Lunjevicát vette feleségül. Draga királyné az alattvalók körében is népszerűtlenné vált. Három évvel az esküvő után a királyt és királynét egy tiszti összeesküvés résztvevői meggyilkolták.

## Történelmi példák Afrikában
- I. Ranavalona madagaszkári királynő valószínűleg rekorder, ugyanis neki 4 morganatikus házassága is volt.

## Fordítás
- Ez a szócikk részben vagy egészben a Morganatische Ehe című német Wikipédia-szócikk ezen változatának fordításán alapul.  Az eredeti cikk szerkesztőit annak laptörténete sorolja fel. Ez a jelzés csupán a megfogalmazás eredetét és a szerzői jogokat jelzi, nem szolgál a cikkben szereplő információk forrásmegjelöléseként.